# Жупа дубровачка
Жупа дубровачка (на хърватски: Župa dubrovačka) е община в Дубровнишко-неретванска жупания, Хърватия. Според преброяването от 2011 г. има 8331 жители, 94% от които са хървати.